# Buitenkeuken
Een buitenkeuken is een plek waar buitenshuis eten kan worden toebereid. 
Net als in een gewone keuken kan er een waterkraan met aanrechtblad en spoelbak aanwezig zijn. 
Een buitenkeuken kan in grootte verschillen van een barbecue tot een volledig overdekte open-keuken aan een tuin- of horecaterras.

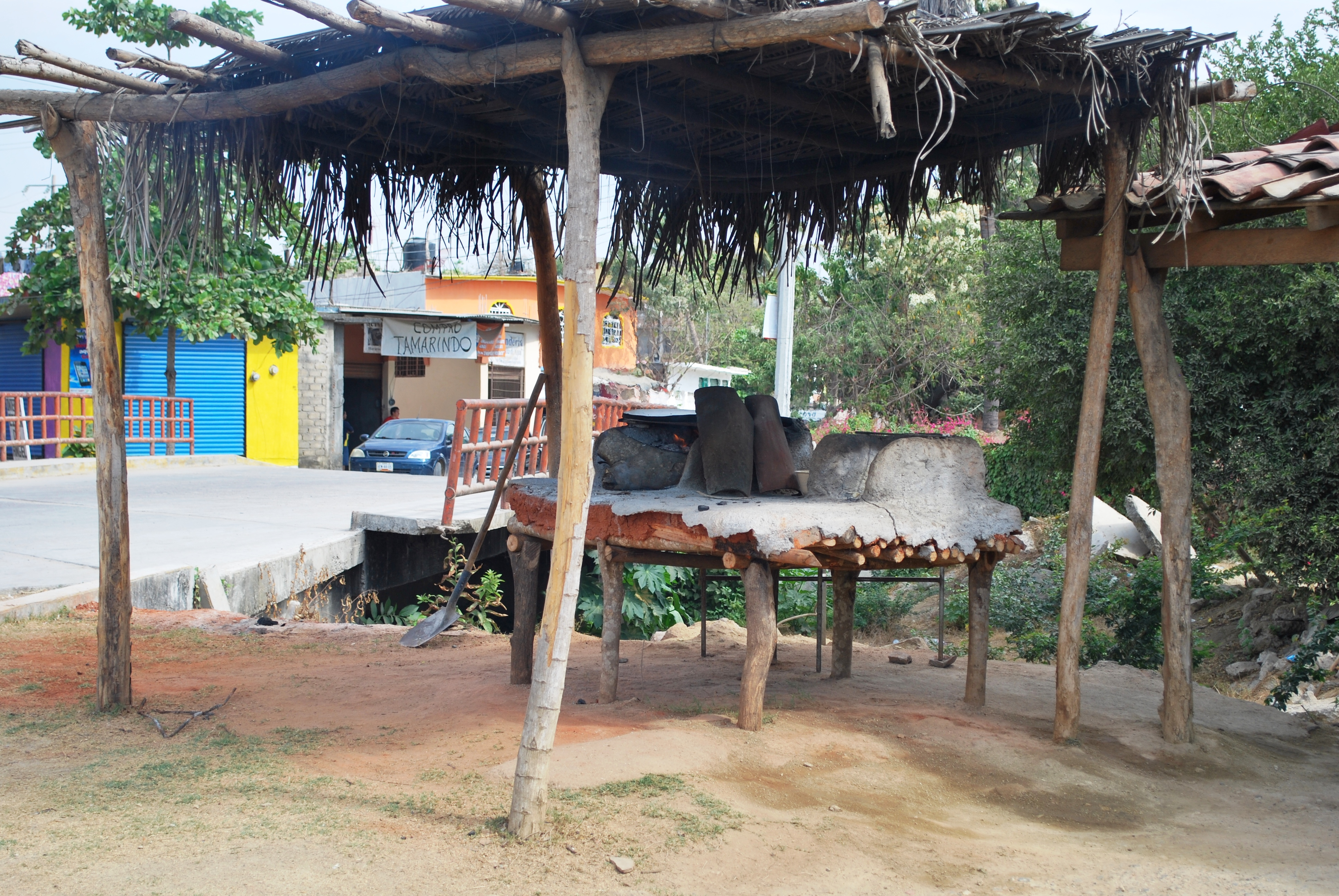
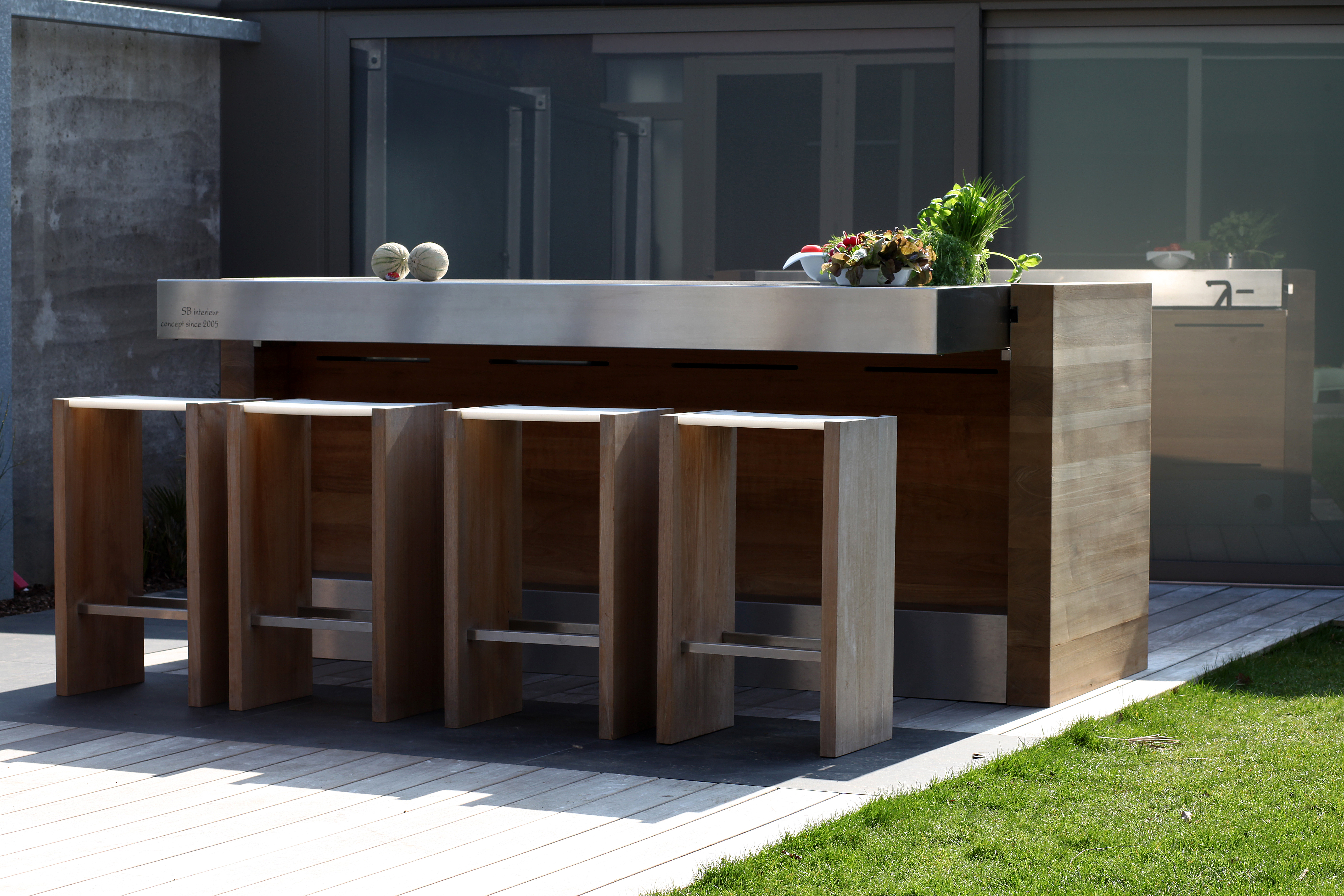
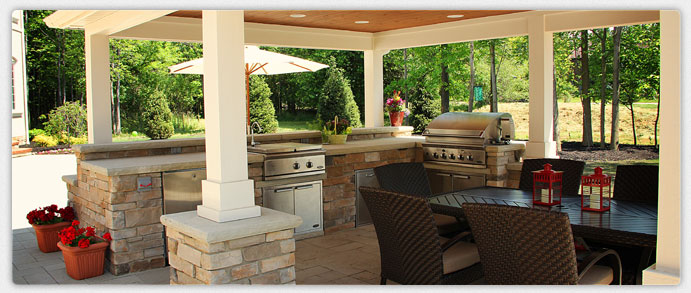